# Райские башни
Райские башни (англ. Paradise Towers) — вторая серия двадцать четвертого сезона британского научно-фантастического телесериала «Доктор Кто», состоящая из четырёх эпизодов, которые были показаны в период с 5 по 26 октября 1987 года.

## Сюжет
Доктор и Мел в поисках бассейна приземляются в Райских башнях, высотке люкс-класса XXII века, впавшей в разруху и хаос. Здание разделено между бродящими по нему бандами девушек, называемых кангами, разделенными по цветам; Доктор и Мел встречают Красных кангов, только что узнавших о смерти последней из Желтых, и решающих атаковать Синих. Где-то в другом месте башен одного из смотрителей, местной полиции, убивает робот-уборщик, о чем узнает Шеф, начальник смотрителей.
Шеф посылает отряд смотрителей для ареста Красных кангов, но те сбегают, и хранителям попадается только Доктор. Мел попадает в одну из немногих до сих пор занятых квартир, в которых живут старые жители (реззи). Тильда и Тэбби, жители этой квартиры, объясняют, что все способные мужчины ушли из башен на войну, и в башне остались только дети и старики. Единственный мужчина здесь - Пекс, ворвавшийся при разговоре в квартиру и назвавшийся охранником Мел.
В центре смотрителей, Шеф приветствует Доктора как Великого Архитектора, создателя башен, и требует его казни, но Доктор сбегает. Мел и Пекс добираются до верха здания и встречают группу Синих кангов, которые рассказывают, что Пекс - дезертир, после чего отпускают героев.
Доктор узнает, что Архитектора зовут Кроагнон, и вновь встречает Красных кангов. Они узнают, что канги и смотрители исчезают все чаще. Но во время допроса в штаб Красных кангов пытаются вломиться смотрители, и Доктор дает себя поймать, чем отвлекает внимание от кангов. Мел тем временем вновь попадает к Тильде и Тэбби, которые оказываются каннибалами. Но из мусоропровода появляется клешня, которая утаскивает туда сначала Тэбби, а затем и Тильду. Пекс спасает Мел, они вдвоем находят карту башен и решают направиться на самый верх, к бассейну.
Доктор в штабе смотрителей понимает, что Шеф разрешал уборщикам убивать людей, но все вышло из под контроля, и существо в подвале, которое он кормит, теперь охотится само. Пока он отлучается на расследование случившегося с Тильдой и Тэбби, Красные канги атакуют штаб и спасают Доктора. После просмотра иллюстрированного проспекта по башням Доктор вспоминает, что Кроагнон спроектировал Чудесный Город, в котором погибло все его население, и похоже, что Архитектор испытывает ненависть к населяющим его творения людям. Вскоре прибывают Синие канги, побеждающие Красных, но, поняв, что игра окончена, объединяются с ними. Тем временем, Мел и Пекс добираются до бассейна. Мел решает окунуться, и её атакует робот-краб, которого ей удается уничтожить.
Доктор отправляется в подвал, где видит, что Шефа поглощает машина, которой оказывается сам Кроагнон, но его замечают уборщики, и он сбегает.
Доктор и канги прибывают к бассейну, последние тут же начинают дразнить Пекса за трусость. Доктор объясняет, что Кроагнон чувствовал, что люди испортят его творения, и расставил смертельные ловушки по всему зданию, прежде чем был пойман и заключен в машину в подвале. Оставшиеся реззи под предводительством Мэдди присоединяются к кангам, а вскоре это делают и заместитель Шефа с оставшимися смотрителями.
Тело Шефа захватывает разум Кроагнона, и тот собирается убить всех в башнях и устранить ущерб, нанесенный "грязными людьми-паразитами". Но объединенные силы побеждают машины. Пекс и Доктор заманивают Шефа в ловушку, но план идет не так, Пекс жертвует собой, и Шеф погибает.
Вскоре проходят похороны Пекса, а Доктор и Мел улетают, наказав оставшимся жильцам строить лучшее общество. ТАРДИС улетает, и за ней проявляеся новое граффити кангов: "Пекс жив".

## Производство
Сценарий серии был вдохновлен романом Джеймса Балларда «Высотка».

## Трансляции и отзывы
| Эпизод            | Дата показа     | Продолжительность | Телезрители (в миллионах) |
| ----------------- | --------------- | ----------------- | ------------------------- |
| «Часть 1»         | 5 октября 1987  | 24:33             | 4,5                       |
| «Часть 2»         | 12 октября 1987 | 24:39             | 5,2                       |
| «Часть 3»         | 19 октября 1987 | 24:30             | 5,0                       |
| «Часть 4»         | 26 октября 1987 | 24:21             | 5,0                       |
| [ 2 ] [ 3 ] [ 4 ] |                 |                   |                           |